# LOVELY☆BEST - Complete lovely² Songs -
『LOVELY☆BEST - Complete lovely2 Songs -』(らぶりー・べすと こんぷりーと らぶりーらぶりー そんぐす)は、lovely2（）のベスト・アルバム。2021年6月2日に、Sony Music Associated Recordsから発売された。

## 概要
【CD+DVD】(初回限定盤)、【CD】(通常盤)の2形態で発売。
2021年4月4日、テレビ東京系のドラマ「『ポリス×戦士 ラブパトリーナ!』」から派生したグループlovely2の全楽曲を収載したコンプリート・アルバムを発売することが発表。同年4月26日、本アルバムのジャケット写真と収録内容が公開。

## 収録曲

### 【CD+DVD】(初回限定盤)
| #         | タイトル                                                    | 作詞                           | 作曲                           | 既出シングル      | 時間  |
| --------- | ----------------------------------------------------------- | ------------------------------ | ------------------------------ | ----------------- | ----- |
| 1.        | 「○×△ 〜まる・ばつ・さんかく〜」                            | ペンギンス 長沢知亜紀 永野小織 | ペンギンス 長沢知亜紀 永野小織 | 1stシングル表題曲 | 3:43  |
| 2.        | 「321! 〜スリー・ツー・ワン〜」                             | yuma                           | yuma                           | 1stシングル3曲目  | 4:04  |
| 3.        | 「とぅわりんりんたんたん」                                  | Acky Lano                      | Acky Lano                      | 2ndシングル表題曲 | 3:41  |
| 4.        | 「STEP!」                                                   | 曽根慶太(RightTracks)          | 曽根慶太(RightTracks)          | 2ndシングル2曲目  | 3:49  |
| 5.        | 「LOVE2」                                                   | 瀧澤純一                       | 瀧澤純一                       | 3rdシングル表題曲 | 3:50  |
| 6.        | 「銀河とクジラの船」                                        | コツキミヤ                     | 流歌                           | 3rdシングル2曲目  | 4:26  |
| 7.        | 「夢みたい伝えたい」                                        | 岩見直明(OURMUSIC-2016)        | 岩見直明(OURMUSIC-2016)        |                   | 4:02  |
| 8.        | 「○×△□ 〜まる・ばつ・さんかく・しかく〜 feat. CRAZY四角形」 | ペンギンス 長沢知亜紀 永野小織 | ペンギンス 長沢知亜紀 永野小織 | 1stシングル2曲目  | 3:30  |
| 9.        | 「lovely2メンバースペシャルトーク」                         |                                |                                | ボーナストラック  | 20:00 |
| 合計時間: | 合計時間:                                                   | 合計時間:                      | 合計時間:                      | 合計時間:         | 51:05 |

| LOVE2LOVE2 |                                                                                 |      |            |
| #          | タイトル                                                                        | 作詞 | 作曲・編曲 |
| 1.         | 「夢みたい伝えたい」(ドラマエンディングノンクレジットver.)                      |      |            |
| 2.         | 「○×△ 〜まる・ばつ・さんかく〜」(ミュージックビデオ)                            |      |            |
| 3.         | 「○×△ 〜まる・ばつ・さんかく〜」(ダンスパフォーマンスビデオ-)                   |      |            |
| 4.         | 「○×△□ 〜まる・ばつ・さんかく・しかく〜 feat. CRAZY四角形」(ミュージックビデオ) |      |            |
| 5.         | 「○×△ 〜まる・ばつ・さんかく〜」(ドラマエンディングノンクレジットver.)          |      |            |
| 6.         | 「○×△ 〜まる・ばつ・さんかく〜」(ミュージックビデオメイキング)                  |      |            |
| 7.         | 「ラブパト変身ダンス」(ツバサ・サライ ver.)                                     |      |            |
| 8.         | 「ラブタイホダンス」(ツバサ・サライ ver.)                                       |      |            |
| 9.         | 「とぅわりんりんたんたん」(ミュージックビデオ)                                  |      |            |
| 10.        | 「とぅわりんりんたんたん」(ダンスパフォーマンスビデオ)                          |      |            |
| 11.        | 「とぅわりんりんたんたん」(ドラマエンディングノンクレジットver.)                |      |            |
| 12.        | 「とぅわりんりんたんたん」(ミュージックビデオメイキング)                        |      |            |
| 13.        | 「ラブパト変身ダンス」(ツバサ・サライ・コハナver.)                              |      |            |
| 14.        | 「ラブタイホダンス」(ツバサ・サライ・コハナver.)                                |      |            |
| 15.        | 「LOVE2」(ミュージックビデオ -)                                                 |      |            |
| 16.        | 「LOVE²」(ダンスパフォーマンスビデオ)                                           |      |            |
| 17.        | 「LOVE²」(ドラマエンディングノンクレジットver.)                                 |      |            |
| 18.        | 「LOVE²」(ミュージックビデオメイキング)                                         |      |            |
| 19.        | 「ラブパト変身ダンス」(ツバサ・サライ・コハナ・ソラver.)                        |      |            |
| 20.        | 「ラブタイホダンス」(ツバサ・サライ・コハナ・ソラver.)                          |      |            |
| 21.        | 「ラブピョコリーナ変身ダンス」                                                  |      |            |
| 22.        | 「ピョコピョコダンス」                                                          |      |            |

### 【CD】(通常盤)
【CD+DVD】(初回限定盤)のCDと同内容。

## タイアップ
○×△ 〜まる・ばつ・さんかく〜
- テレビ東京系テレビドラマ「ポリス×戦士 ラブパトリーナ!」エンディングテーマ

とぅわりんりんたんたん
- テレビ東京系TVドラマ『ポリス×戦士 ラブパトリーナ!』の第2クールエンディング曲

LOVE2
- テレビ東京系TVドラマ『ポリス×戦士 ラブパトリーナ!』の第3クールエンディング曲
- メ〜テレ音楽番組『BomberE』2021年6月度エンディングテーマ

夢みたい伝えたい
- テレビ東京系TVドラマ『ポリス×戦士 ラブパトリーナ!』の第4クールエンディング曲